# Peter Greenaway
(Peter Greenaway)
Peter Greenaway (Newport, 5 aprile 1942) è un regista, sceneggiatore, montatore, pittore e scrittore britannico.
È considerato uno dei più significativi cineasti britannici contemporanei, occupando di diritto un posto centrale nel dibattito sul cinema d'autore.

## Biografia

Peter Greenaway a Venezia nel 1987

Figlio di un impresario edile e ornitologo dilettante, e di una insegnante, Peter John Greenaway nasce a Newport, in Gran Bretagna, il 5 aprile del 1942, e trascorre la sua infanzia tra Londra e l'Essex, a contatto con la natura. A dodici anni, dopo aver deciso di diventare un pittore, Peter si iscrive al Walthamstow College of Art. Inizia a interessarsi all'arte cinematografica a sedici anni, dopo aver visto al cinema il film di Ingmar Bergman Il settimo sigillo.
Peter Greenaway è ateo.

### Primi lavori
Nel 1962, Greenaway realizza il suo primo cortometraggio: Death of Sentiment. Dopo aver tentato, senza riuscirvi di iscriversi alla scuola di cinema del Royal College of Art, torna alla pittura e nel 1964 espone per la prima volta i suoi lavori nella mostra Eisenstein at the Winter Palace, allestita alla Lord's Gallery. Nello stesso periodo, inizia anche a scrivere i suoi primi romanzi, ispirandosi in particolare a Borges e a Italo Calvino. Nel 1965, dopo una breve parentesi come critico cinematografico, inizia a lavorare come montatore al Central Office of Information, un organismo governativo dove rimarrà per circa dieci anni, partecipando alla realizzazione di una ottantina di documentari, tra cui I am going to be an architect e Legend of birds. Sempre in questi anni Greenaway si dedica all'illustrazione di libri e alla scrittura di ben 18 romanzi, per i quali però non troverà un editore.
Utilizzando la struttura e i mezzi del Central Office of Information, Greenaway realizza alcuni cortometraggi come Treno (Train) (1966), un balletto meccanico dell'ultimo treno a vapore entrato nella stazione di Waterloo, Albero (Tree) (1966), che mostra un albero rinsecchito circondato dal cemento all'esterno della Royal Festival Hall, e Windows (1975) che offre viste di paesaggi inglesi filmati attraverso varie finestre. Nel 1978, il British Film Institute produce il cortometraggio Un viaggio attraverso H (La reincarnazione di un ornitologo), che conquista il premio Hugo al festival di Chicago. Due anni dopo, raccogliendo diversi lavori pittorici realizzati in varie occasioni e componendo 92 situazioni secondo il sistema della musica aleatoria di John Cage e dello spirito accumulatorio di una enciclopedia, Greenaway riesce a produrre il suo primo lungometraggio: Le cadute (1980), vincitore del premio del British Film Institute e dell'Âge d'or a Bruxelles.

### Carriera cinematografica
Gli anni ottanta diedero la fama al regista con le sue seguenti, maggiori produzioni cinematografiche.

#### I misteri del giardino di Compton House(1982)
I misteri del giardino di Compton House è la prima pellicola che rivela Peter Greenaway al pubblico internazionale.
Ambientata nel 1694, è la storia di un giovane disegnatore (interpretato da Anthony Higgins) a cui è stato affidato l'incarico di eseguire dodici vedute di una proprietà signorile, si tratta di una commedia grottesca, in cui il protagonista si troverà invischiato in un torbido meccanismo, dalle conseguenze drammatiche. Intrappolato da rapporti di tipo economico e di subordinazione lavorativa, l'artista si dimostra come impotente nei confronti degli accadimenti del mondo reale che egli sta rappresentando con i suoi dodici disegni, troppo tardi scoprirà di essere stato solo una pedina sacrificabile, nelle mani dei suoi committenti.
Il film in sostanza è una specie di rivisitazione in chiave tardo seicentesca di Blow Up di Michelangelo Antonioni dove in entrambe le opere un artista interessato alla "verità oggettiva" (un fotografo nel film italiano e disegnatore di paesaggi particolarmente attaccato alla minuziosa riproduzione di ogni particolare in quello inglese) si rende conto che la sua ricerca lo sta portando a conclusioni inaspettate e drammaticamente coinvolgenti.
L'artista del film di Greenaway è un borghese che si confronta orgogliosamente con un milieu aristocratico facendosi scudo di questa visione esasperatamente oggettivista per la quale si posiziona sempre "a distanza" dall'oggetto di osservazione, senza coinvolgimenti di alcun tipo, né sentimentali, né soprattutto politici. In realtà il disegnatore, e quindi tutti gli artisti nell'intenzione del regista, si trovano comunque ad essere complici del sistema sociale e politico che li coopta apparentemente solo come professionisti e la loro opera non è unicamente la metafora che codifica simbolicamente i rapporti di classe, di potere e i modi di distinzione sociale ma è in se stessa una vera e propria azione "politica" anche da parte degli stessi artisti che li carica di una responsabilità e di una complicità ineludibili (come dimostrano gli sviluppi conclusivi della storia).
Il disegnatore non si rende conto della trama ordita ai suoi danni perché è troppo preso dal confronto con un'aristocrazia con la quale ha un doppio rapporto di conflittualità e irresistibile di desiderio di inclusione.
In Nightwatching invece, dove si affronta sostanzialmente l'identica tematica, Rembrandt compie un salto di qualità e comprende benissimo tutte le implicazioni dell'opera che gli viene commissionata per cui si sforza in tutti i modi di denunciare i crimini e il sistema di sfruttamento-dominio della ricca borghesia di Amsterdam.
Ma il risultato sarà lo stesso in tutti e due i film ossia la sconfitta tragica in un caso e il disastro economico nell'altro ad opera di quella ruling class che si avvale delle prestazioni dell'artista solo in quanto "addetto" alla rappresentazione simbolica della necessità, bontà e inevitabilità del sistema di potere garantendo in cambio una parziale ammissione negli ambienti sociali più elevati che però comporta una posizione di totale subordinazione dalla quale sarà pericolosissimo cercare di sottrarsi.
La colonna sonora è affidata al compositore Michael Nyman, che collaborerà con Greenaway in 11 lavori tra film e cortometraggi.

#### Lo zoo di Venere(1985)
Il film mostra gli orrendi esperimenti effettuati da due zoologi, fratelli gemelli, dopo aver perso le mogli, morte in un incidente automobilistico. La costruzione del film, ripercorre in maniera molto schematica le 8 tappe dell'evoluzione naturale di Darwin. Attraverso il disfacimento e la putrefazione degli esseri viventi, a partire da una mela, per proseguire lungo l'asse evolutivo fino all'uomo (nei corpi dei due fratelli), il film è una evidente metafora sulla necessità della morte per il prosieguo della vita.

#### Il ventre dell'architetto(1987)
Il ventre dell'architetto segue le vicissitudini dell'architetto statunitense Stourley Kracklite (interpretato da Brian Dennehy), venuto a Roma per allestire una mostra dedicata al teorico dell'architettura Étienne-Louis Boullée. Il film è ricco di metafore e elementi simbolici ruotanti attorno all'architettura classica, divisa per periodi storici, al colore e alla figura di Étienne-Louis Boullée. Il protagonista del film, scopertosi malato terminale e rapito dalla perfezione dell'architettura classica di Roma, finirà col perdere ogni cosa, il lavoro, il senno, la moglie e infine la vita.

#### Giochi nell'acqua(1988)
In questa pellicola le tre protagoniste femminili: madre figlia e nonna, uccidono annegandoli i rispettivi mariti, anche con la complicità di un coroner, alla fine vittima lui stesso. Si tratta di una tragicommedia fortemente ironica, basata sulla scansione numerica del tempo (da 1 a 100), oltre alla semplice trama e a una grande quantità di elementi simbolici (il colore, la morte, gli insetti, l'acqua), sono degne di nota le ambientazioni degli omicidi, ricostruite con un criterio pittorico che sembra ripercorrere la storia dell'arte, dal barocco fino alla metafisica, il tutto accompagnato dalla colonna sonora di Michael Nyman che rielabora incessantemente un frammento dell'adagio della Sinfonia Concertante di Mozart.

#### I morti della Senna(1988)
Si tratta di un mediometraggio intitolato Death in the Seine. Nel periodo immediatamente successivo alla Rivoluzione francese, a Parigi le morti per annegamento nella Senna venivano scrupolosamente catalogate. La trama deriva dai referti di due impiegati dell'obitorio che scrivono i nomi di 400 morti. Partendo dalle descrizioni delle vittime, la pellicola evoca le loro vite passate.
Per la prima volta Greenaway, scopre la possibilità di usare la grafia come elemento portante di un film.

#### Il cuoco, il ladro, sua moglie e l'amante(1989)
Il retroterra figurativo di questa pellicola è costituito dalla tradizione pittorica raffigurante gruppi di persone attorno ad un tavolo. In particolare - come ammise Greenaway stesso - La cena in casa Levi di Veronese e Il banchetto degli ufficiali del corpo degli arcieri di San Giorgio di Hals.
|  |  |  |  |

Il modello narrativo del film è di tipo teatrale, in particolare del teatro satirico dell'età di Giacomo I d'Inghilterra; basato sulla violenza e sull'erotismo. La quasi totalità delle scene e dell'azione si svolge all'interno dei locali del ristorante di proprietà del ladro (Michael Gambon), e delle grandi tavole imbandite, dove ogni cosa - ladri che progettano azioni criminose, amanti che si incontrano clandestinamente, altri personaggi che mangiano tranquillamente - esprime una feroce critica verso la società inglese thatcheriana contrapposta all'umano bisogno di amore. In questo melodramma ironico e grottesco, considerato come il film più politico di Greenaway, appare evidente la denuncia verso la moderna società dei consumi, intesa come vuota di valori, ma vorace ingorda e cannibale, personificata dalla figura del ladro. Dal verso del simbolismo più proprio all'autore il film si snoda attraverso uno schema fatto di sette colori, che caratterizzano gli ambienti principali, dal rosso carminio e carnale della sala da pranzo; il bianco titaneo del bagno dove si compie l'adulterio e dalle sfumature di verde smeraldo delle cucine dove viene poi cucinato il cadavere dell'amante.

#### L'ultima tempesta(1991)
Prospero (John Gielgud), spodestato duca di Milano, si trova con la figlia Miranda (Isabelle Pasco) su un'isola deserta, popolata solo da spiriti e esseri creati dalle sue arti magiche. Si tratta di una rilettura molto personale della tragedia di Shakespeare La tempesta. Il film formalmente eccessivo e ridondante di immagini e effetti grafici computerizzati, ruota attorno ai 24 volumi della biblioteca di Prospero, compendio del sapere umano e fonte dei poteri magici del protagonista. Greenaway allestisce un universo allegorico composto da un centinaio di creature immaginarie, che si muovono all'interno di scenografie rinascimentali barocche e rococò, e che tutto sembra contenere; nello spazio filmico confluiscono il teatro, la danza, il canto, il disegno e l'animazione.

#### Il bambino di Mâcon(1993)
In questo film Greenaway usa ancora la metafora per parlare del tempo presente. La pellicola filma una rappresentazione teatrale di un fatto realmente accaduto a metà del Seicento nella cittadina francese di Mâcon, dove la nascita di un bambino viene interpretato dalla popolazione come un evento miracoloso. Girato con la consueta attenzione per la composizione pittorica delle immagini e con un uso simbolico di tre colori dominanti: l'oro, il rosso e il nero, il film denuncia la menzogna e l'inganno insito nella realtà. Ciò che accade sul palcoscenico non è infatti una semplice rappresentazione, la violenza e la morte sono reali, senza però che nessuno fra gli spettatori ne abbia consapevolezza.

#### I racconti del cuscino(1996)
Vi si narra la storia di Nagiko (Vivian Wu), figlia di un calligrafo, cresciuta sotto le suggestione della tradizione calligrafica tradizionale giapponese, una volta maggiorenne e trasferitasi a Hong Kong, ricercherà con una serie di giovani amanti i piaceri derivanti dalla carne e dalla scrittura sul corpo, usato come un foglio di carta.
In questo film il corpo umano inteso come foglio bianco, e la scrittura sono visti come dispensatori di piacere e erotismo. Greenaway continua la sua sperimentazione sul linguaggio cinematografico, che si frantuma visivamente in immagini che diventano multiple, in schermi che cambiano formato e in tonalità cromatiche che variano da schermo a schermo.

#### 8 donne e 1/2(1999)
Abbandonando le sperimentazioni e l'uso della grafica computerizzata presenti nel precedente film, Greenaway ritorna alle suggestione delle sue inquadrature classiche e statiche, torna ai temi legati alla numerologia, all'acqua e al suo sottile Humor nero.
Il regista ha voluto omaggiare il celebre film di Federico Fellini 8½, girato nei primi anni sessanta, con particolare riferimento alle fantasie maschili legate a una scena di Marcello Mastroianni. La pellicola racconta la storia di Philip Emmenthal (John Standing), un ricco uomo d'affari di Ginevra che eredita 8 locali e 1/2 adibiti all'uso del gioco giapponese del Pachinko. Il figlio Storey (Matthew Delamere) decide di occuparsene, accettandone subito la gestione. Le vere protagoniste del film sono le 8 donne e 1/2 del titolo, mentre sono presentate in successione, per l'appunto, le 8 e 1/2 fantasie sessuali archetipiche dell'immaginario maschile.

#### TrilogiaLe valigie di Tulse Luper
Quattro anni dopo 8 donne e ½, Greenaway filma le peregrinazioni di Tulse Luper in giro per il mondo. Tutta la storia si impernia attorno al numero 92, che è il numero atomico dell'uranio, date, eventi e personaggi sono legati a questa cifra. Luper è un eterno prigioniero: qualsiasi viaggio egli compia, finirà per passare un certo periodo di tempo in una prigione. Le valigie che dissemina in giro per il mondo (e che sono 92), si riempiono durante la sua vita degli oggetti più disparati, ogni valigia ha un numero, e ognuna è un contenitore di ricordi e eventi. Da ognuno degli oggetti contenuti nelle valigie si potrebbe ricostruire la vita del protagonista, durante la quale egli persegue ciò che è il suo maggiore interesse; cercare e catalogare le cose perse, siano esse oggetti, città o persone.

#### Nightwatching(2007)

La ronda di notte

Ambientato nel 1642, il film racconta la genesi del più celebre dipinto di Rembrandt La ronda di notte, inizialmente intitolato "La milizia", ritratto di un gruppo di moschettieri della milizia civica di Amsterdam. Lavorando al dipinto, Rembrandt verrà alla conoscenza di un complotto omicida orchestrato dai suoi committenti che sono per di più coinvolti in un sordido traffico di pedofilia negli orfanotrofi della città. Intenzionato a denunciare i responsabili, inizierà a rappresentare i fatti all'interno del suo dipinto, trasformandolo in un pubblico atto d'accusa verso la corruzione imperante in quegli anni (il film naturalmente rappresenta l'Olanda del XVII secolo con l'intenzione di costruire una metafora dei rapporti di classe di tutte le epoche, basati sempre su un rapporto di dominio e sfruttamento dei più deboli, tema molto presente in Greenaway, sempre in bilico fra compassione e sarcastico disincanto). Il conflitto con i maggiorenti della città segnerà una svolta nella vita del pittore e l'inizio della sua emarginazione e delle sue disgrazie, economiche e familiari.

#### Tower stories (2024)
Tra il dicembre 2023 e luglio 2024 è impegnato nelle riprese in corso a Lucca di un nuovo film, che verrà presentato al festival di Cannes nel 2025, con Dustin Hoffman, Sofia Boutella ed Helen Hunt come attori principali.

### L'attività espositiva
Parallelamente alla notorietà come regista cinematografico, sin dagli anni novanta, riceve un nuovo impulso anche l'attività espositiva. Da quel momento, non si contano le mostre e le installazioni multimediali: tra le altre si possono ricordare The Physical Self dedicata al corpo umano al Boymans Museum di Rotterdam (1991), Les Bruits des Nuages sulle molteplici immagini del volo al Louvre (1992), Watching Water incentrata sull'acqua al Museo Fortuny di Venezia (1993) e The Stairs - The Location a Ginevra nel 1994 e i recenti Artworks (2000) e Luper at Compton Verney (2005), nonché l'allestimento luminoso di Venaria Reale.

## Estetica e tematiche
(Peter Greenaway)

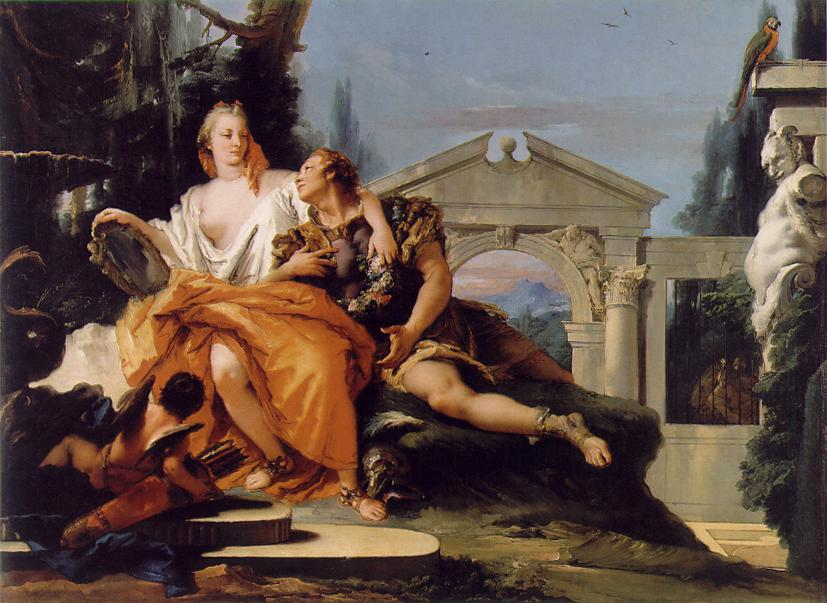
Giovanni Battista Tiepolo

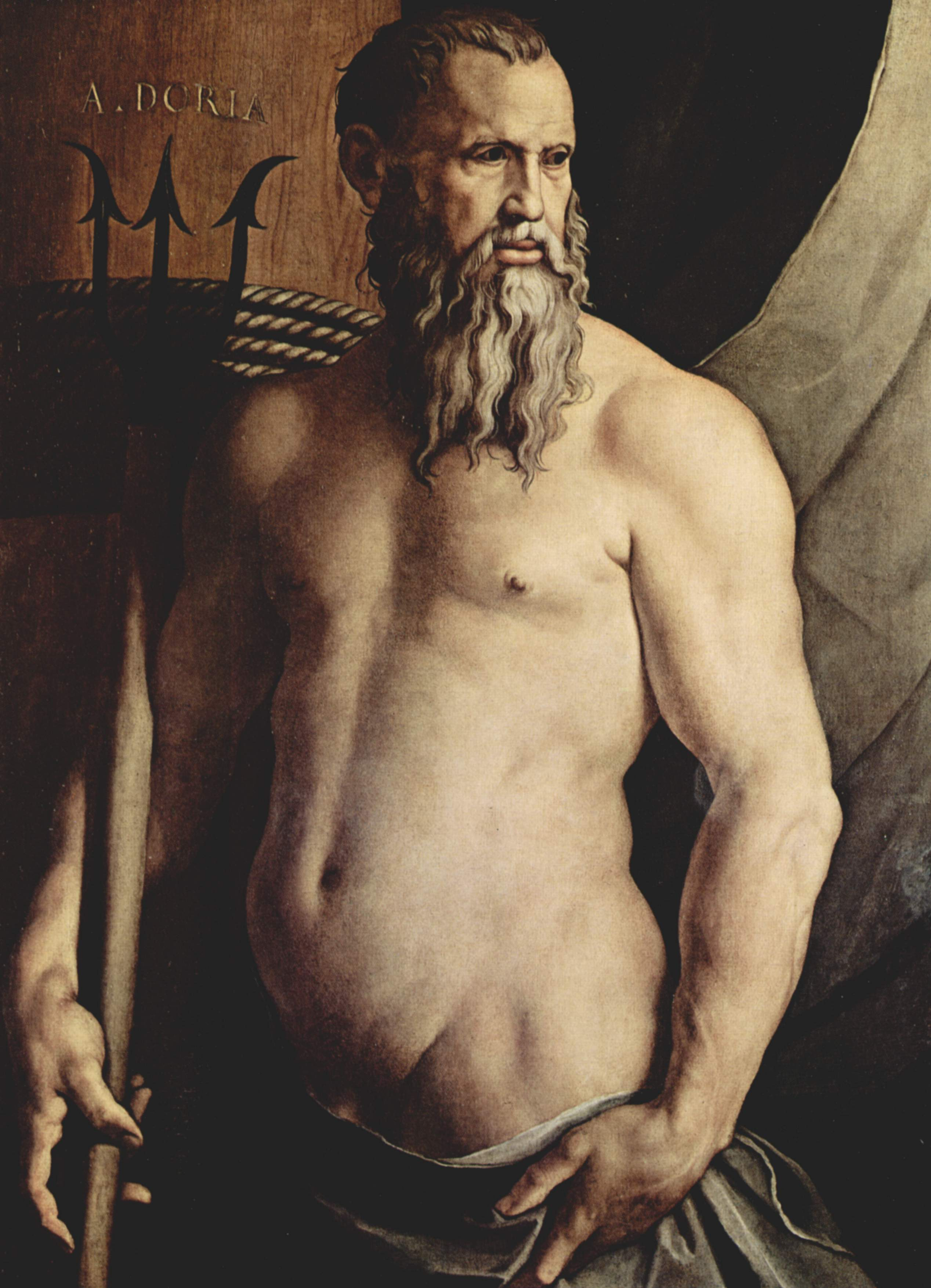
Agnolo Bronzino

Come si deriva dalla sua formazione di pittore, il principale interesse di Greenaway riguarda l'arte figurativa e la pittura in particolare. I suoi film sono caratterizzati da un forte impatto visivo e da tematiche estreme come la sessualità e la morte. L'arte stessa, come mezzo per interpretare la realtà, è spesso un soggetto portante dei suoi lavori. Da questo deriva la sua concezione del cinema come un tipo di arte figurativa, ne ricerca le fonti e i riferimenti culturali nella storia dell'arte e nella storia dell'iconografia in generale. La sua attenzione, e il suo maggior interesse si concentrano sulla pittura barocca e sul manierismo; Greenaway ritiene infatti il barocco come molto affine alla nostra epoca, che considera vuota di ideali propri, ma capace di rielaborare in una maniera eccessiva i risultati delle epoche precedenti. Ama in particolare le opere di alcuni artisti, come il Tiepolo, il Bronzino e Veronese
L'interesse di Greenaway per la pittura si concretizza nel suo linguaggio cinematografico, a partire dalle singole inquadrature dei suoi film. Queste sono realizzate come opere pittoriche, sia che si tratti di scenografie semplici e spoglie o al contrario che siano ridondanti e barocche. Sempre Greenaway parte a considerare le inquadrature dei suoi film come se fossero dei campi chiusi (dalla cornice dello schermo cinematografico), e vi lavora finché non sono completamente risolte da un punto di vista della composizione e di ogni piccolo dettaglio. Una volta definite e concluse in maniera statica, le inquadrature possono diventare parte della sequenza filmica. L'estrema ricchezza di particolari delle scene di Greenaway, viene poi sottolineata dal particolare montaggio dei film. La generale staticità delle inquadrature, l'utilizzo dello zoom, di movimenti di camera lenti, soprattutto lungo direzioni ortogonali alla macchina, la presenza delle tecniche del piano sequenza e della carrellata, usati per lunghe sequenze temporali, servono a focalizzare l'attenzione dello spettatore sulla complessità della costruzione scenica, sui dettagli e sul loro significato simbolico.
Una caratteristica evidente nei film di Greenaway è la scarsa attenzione destinata all'intreccio della trama, che sembra invece relegata a un aspetto secondario. In realtà, le trame dei suoi film rispondono a una diversa concezione del racconto. Una delle critiche maggiori di Greenaway riguarda la narrazione tradizionale applicata alle sceneggiature dei film; quel tipo di narrazione che ha un inizio, uno sviluppo che coinvolge l'azione dei protagonisti, un colpo di scena e un finale conseguente. Le Storie del regista gallese si strutturano invece partendo da schemi diversi. Basa i suoi racconti su dei sistemi di segni, che usa poi come filo conduttore delle trame. Questi sistemi di segni sono vari, e nel corso degli anni Greenaway ne ha sviluppali diversi, partendo ad esempio dalla numerologia, o dalle lettere dell'alfabeto, o dai colori. In Lo zoo di Venere, per citare un caso, sono le lettere dell'alfabeto a sostenere la struttura profonda della trama.
Riassumendo, l'obiettivo del regista non è quello di impressionare o emozionare lo spettatore con l'intreccio narrativo o con la spettacolarità dei suoi film, quanto quello di privilegiarne l'impatto visivo. Il suo desiderio è quello di immergere lo spettatore dentro il suo universo simbolico di forme, di sommergerlo con una serie infinita di dettagli e indizi, disseminati lungo tutte le sue inquadrature, di modo che da ogni particolare sia possibile derivare sempre nuove aperture e suggestioni.
Greenaway insiste da sempre sul concetto di sperimentazione in campo cinematografico, e sul tentativo di superare quelli che sono per lui i principali limiti del cinema tradizionale, e cioè la trama narrativa, gli attori, la cornice e la macchina da presa. Il ricorso alla tecnologia digitale, anche derivata da altri media, è vista dal regista come una grande opportunità per approdare a un genere di opera cinematografica non vincolata a un solo punto di vista, ma fruibile in maniera multidimensionale.

## Filmografia

### Lungometraggi
- Le cadute (The Falls) - documentario (1980)
- I misteri del giardino di Compton House (The Draughtsman's Contract) (1982)
- Lo zoo di Venere (A Zed & Two Noughts) (1985)
- Il ventre dell'architetto (The Belly of an Architect) (1987)
- Giochi nell'acqua (Drowning by Numbers) (1988)
- Il cuoco, il ladro, sua moglie e l'amante (The Cook, the Thief, His Wife & Her Lover) (1989)
- L'ultima tempesta (Prospero's Books) (1991)
- Il bambino di Mâcon (The Baby of Mâcon) (1993)
- I racconti del cuscino (The Pillow Book) (1996)
- Otto donne e 1/2 (8 ½ Women) (1999)
- Le valigie di Tulse Luper - La storia di Moab (The Tulse Luper Suitcases, Part 1: The Moab Story) (2003)
- The Tulse Luper Suitcases, Part 2: Vaux to the Sea (2004)
- The Tulse Luper Suitcases, Part 3: From Sark to the Finish (2004)
- A Life in Suitcases (2005)
- Nightwatching (2007)
- Goltzius and the Pelican Company (2012)
- Eisenstein in Messico (Eisenstein in Guanajuato) (2015)
- Walking to Paris (2023)
- Tower Stories (2025)

### Cortometraggi
- Death of Sentiment (1962)
- Treno (Train) (1966)
- Albero (Tree) (1966)
- Rivoluzione (Revolution) (1967)
- Cinque cartoline da città capitali (5 Postcards from Capital Cities) (1967)
- Intervals (1969)
- Erosione (Erosion) (1971)
- H Is for House (1973)
- Windows (1975)
- Water Wrackets (1975)
- Acqua (Water) (1975)
- Dear Phone (1976)
- Goole in cifre (Goole by Numbers) (1976)
- Remake delle fattezze verticale (Vertical Features Remake) (1978)
- This Week in Britain: Eddie Kid (1978)
- Cut Above the Rest (1978)
- 1-100 (1978)
- Un viaggio attraverso H (A Walk Through H: The Reincarnation of an Ornithologist) (1978)
- Women Artists (1979)
- Leeds Castle (1979)
- Lacock Village (1980)
- Country Diary (1980)
- Atto di Dio (Act of God) (1980)
- Zandra Rhodes (1981)
- Terence Conran (1981)
- The Sea in Their Blood (1983)
- Quattro compositori americani (Four American Composers) (1983)
- Making a Splash (1984)
- Inside Rooms: 26 Bathrooms, London & Oxfordshire, 1985 (1985)
- Paura di annegare (Fear of Drowning) (1988)
- Death in the Seine (1989)
- La stretta di mano di Hubert Bals (Hubert Bals Handshake) (1989)
- M Is for Man, Music, Mozart (1991)
- A Walk Through Prospero's Library (1991)
- Rosa (1992)
- Stairs 1 Geneva (1994)
- Lumière et compagnie (1995)
- The Bridge (1997)
- The Death of a Composer: Rosa, a Horse Drama (1999)
- The Man in the Bath (2001)
- The Tulse Luper Suitcases: Antwerp (2003)
- Visions of Europe (2004) (segmento "European Showerbath")
- Writing on Water (2005)
- Ripopolare la Reggia (Peopling the Palaces at Venaria Reale) (2007)
- Cinema Is Dead, Long Live the Screen (2008)
- Rembrandt's J'Accuse...! (2008)
- The Marriage (2009)
- 3x3D (2013) (segmento "Just in Time")
- Shchukin, Matisse, Dance and Music (2016)

## Spettacoli teatrali
- 2008: Spettacolo Teatrale The Blue Planet, autore dei testi e regista con la direttrice musicale Saskia Boddeke. Lo spettacolo è stato prodotto per l'expo internazionale di Zaragoza e poi presentato in diversi teatri europei.

## Installazioni
- Bologna Towers 2000 (Bologna, 2000)
- Children of Uranium (Genova e Napoli, 2005)
- Rembrandt's mirror (Rotterdam, 2007)
- El Planeta Azul (Expo Zaragoza, 2008)
- L'Ultima Cena di Leonardo (Milano, 2008)
- The Towers/Lucca Hubris (Lucca, 2013)

## Libri
- Peter Greenaway: Fear of Drowning, Distributed Art Publishers (1991)
- The Cook, the Thief, His Wife & Her Lover, Distributed Art Publishers (1992)
- Flying Out of This World (The Parti-Pris Series), University of Chicago Press (1994)
- The Baby of Mâcon, Distributed Art Publishers (1994)
- The Falls, Distributed Art Publishers (1994)
- Rosa, Distributed Art Publishers (1994)
- Voli Fatali, 92 piccole storie violente (romanzo) (1994)
- The Pillow Book, Distributed Art Publishers(1997)
- Flying Over Water, Merrell Holberton (1997)
- The Belly of an Architect, Dis Voir Editions (1998)
- Peter Greenaway: A Zed & Two Noughts, Dis Voir Editions (1998)
- Drowning by Numbers, Dis Voir Editions (1998)
- Eight and a Half Women, Dis Voir Editions (maggio 1999)
- Peter Greenaway: Interviews (Conversations With Filmmakers Series), University Press of Mississippi (2000)
- Voli Fatali (romanzo) (2005)
- I figli dell'Uranio, The Children of Uranium (romanzo) (2006)

### Pubblicazioni d'arte
- Peter Greenaway: Papers, Distributed Art Publishers (1991)
- The Stairs: Geneva the Location, Distributed Art Publishers (marzo 1995)
- Pascoe, David, Peter Greenaway - Museums and Moving Images Reaktion Books Ltd (1997)
- 100 Allegories to Represent the World, Merrell Holberton (1998)
- The Belly of an Architect, Dis Voir Editions (1998)
- Melia, Paul and Alan Woods, Peter Greenaway: Artworks 63-98, Manchester University Press (1999)
- Peter Greenaway,Tulse Luper in Turin, Volumina (2002)
- Peter Greenaway,Tulse Luper in Venice Volumina (2004)

### Libri su Greenaway
- Giovanni Bogani, Peter Greenaway, Il Castoro Cinema n. 171, Editrice Il Castoro, 2009, ISBN 978-88-8033-036-3